# Dedé
Dedé (bürgerlich Anderson Vital da Silva, *1. Juli 1988 in Volta Redonda) ist ein brasilianischer Fußballspieler, der derzeit vereinslos ist und für die Nationalmannschaft Brasiliens auflief. Er bekleidet bevorzugt die Innenverteidiger-Position.

## Karriere
Dedés Laufbahn begann in seiner Heimatstadt Volta Redonda, wo er ab 2005 die Jugendmannschaften von Volta Redonda FC durchlief. 2009 konnte er die Verantwortlichen des deutlich größeren Vereins CR Vasco da Gama von seinen Fähigkeiten überzeugen und unterschrieb einen Vertrag. Seine erste Profisaison beim neuen Verein verlief zwar mittelmäßig und Dedé kam auf nur fünf Einsätze, doch nach dem Aufstieg der Mannschaft aus der zweiten in die erste Liga Brasiliens avancierte er zum Stammspieler und kam 36 mal zum Einsatz. Am 18. April wechselte er innerhalb der Liga zum Cruzeiro EC. Die Ablösesumme soll bei umgerechnet etwa fünf Millionen Euro gelegen haben. In seiner ersten Saison für Cruzeiro feierte er seine erste Meisterschaft. Ein Erfolg, welcher im Folgejahr wiederholt werden konnte. 2017 und 2018 konnte Dedé mit dem Klub den nationalen Pokal gewinnen.
Im Juni 2018 wurde das Interesse von Olympique Lyon an Dedé bekannt. Sein Klub gab daraufhin bekannt, Dedé nicht abgeben zu wollen, da dieser eine wichtige Rolle bei der Teilnahme an der Copa Libertadores 2018 spielt. Noch am selben Tag schränkte der Vize-Präsident seine eigene Aussage ein. Nach dieser würde der Klub bei einem Wechsel eine Ablöse von 160 Millionen Real, ca. 36 Millionen Euro (Wechselkurs vom Stand 26. Juni 2018), fordern. Problematisch seien die Rechte an dem Spieler, welche zu 100 Prozent einer Gruppe von Investoren gehören. Im August des Jahres wurde dann der Vertrag zwischen Dedé und Cruzeiro bis Ende 2021 verlängert. Zum Saisonauftakt 2019 bestritt Dedé in der Staatsmeisterschaft von Minas Gerais im Auswärtsspiel gegen den Guarani FC am 19. Januar 2019 sein 350. Spiel als Profi. Nachdem Dedé im Oktober 2019 und März 2020 wieder operiert wurde, bestritt er bis Ende 2020 keine Spiele mehr. Dedé beantragte im Januar 2021 gerichtlich die Auflösung seines bis Dezember des Jahres laufenden Vertrages sowie die Zahlung 35 Millionen Real. Das zuständige Arbeitsgericht in Belo Horizonte entschied am 19. März 2021, dass sich Dedé zunächst einer medizinischen Untersuchung ziehen muss, damit dieses sich ein besseres Bild bilden kann. Am 22. Februar 2021 gab das Arbeitsgericht dem Antrag auf vorzeitige Auflösung des Vertrages statt. Danach beantrage Cruzeiro beim ersten Arbeitsgericht, dass Dedé eine reduzierte Zahlung von 16,6 Millionen Real zustehe. Am 16. August 2022 verurteilte das Gericht den Klub zu einer Zahlung von rund 20,5 Millionen Real.
Ende Dezember gab die AA Ponte Preta die Verpflichtung von Dedé für die Saison 2022 bekannt. Nach Beendigung der Spiele um die Staatsmeisterschaft von São Paulo 2022 verließ Dedé den Klub wieder, um sich dem Athletico Paranaense anschließen zu können. Bereits einen Tag später wurde seine Verpflichtung durch Athletico Paranaense offiziell. Nachdem Dedé bei dem Klub nur zu einem 15-minütigen Einsatz in der dritten Runde des Copa do Brasil 2022 im Rückspiel gegen den Tocantinópolis EC gekommen war, wurde sein Vertrag Anfang August des Jahres im gegenseitigen Einvernehmen vorzeitig aufgelöst.

## Nationalmannschaft
Dedés Leistungen blieben auch international nicht unbemerkt. Am 15. September 2011 kam er zu seinem Debüt bei der Nationalelf, die an diesem Tag 0:0 gegen Argentinien spielte. Am 15. Oktober 2013 erzielte er in einem Freundschaftsspiel gegen Sambia sein erstes Tor für die Mannschaft.
Von Nationaltrainer Tite wurde Dedé am 17. August 2018 wieder in den Kader für die Freundschaftsspiele am 7. September 2018 gegen die Fußballnationalmannschaft der Vereinigten Staaten und am 11. September 2018 gegen die Fußballnationalmannschaft von El Salvador in den Vereinigten Staaten berufen. Im Spiel gegen die USA kam er zu einem 10-Minuten-Einsatz.

## Erfolge
Vasco da Gama
- Brasilianischer Zweitligameister: 2009
- Brasilianischer Pokalsieger: 2011

Cruzeiro EC
- Staatsmeisterschaft von Minas Gerais: 2014, 2018, 2019
- Brasilianischer Meister: 2013, 2014
- Copa do Brasil: 2017, 2018

## Auszeichnungen
- Prêmio Craque do Brasileirão: Nominierung in die Elf des Jahres: 2010, 2011, 2013
- Prêmio Craque do Brasileirão: Bester Spieler (Wahl der Fans): 2011
- Auswahlmannschaft der Staatsmeisterschaft von Minas Gerais: 2019